# راست‌شناوران
راست‌شناوران (Orthonectida) شاخه‌ای کوچک از انگل‌های بی‌مهرگان دریایی هستند که زیست‌شناسان هنوز شناخت کمی از آن‌ها دارند. راست‌شناوران از ساده‌ترین ارگانیسم‌های چندسلولی هستند.
راست‌شناورهای بالغ جانورانی کرم‌مانند و میکروسکوپی هستند که متشکل از تک‌لایه‌ای از سلول‌های مژک‌دار بیرونی هستند که انبوهی از یاخته‌های جنسی را در احاطه خود دارند.
آن‌ها به‌طور آزاد در بدن میزبان‌های خود شنا می‌کنند. کرم‌های پهن، کرم‌های موزبر، نرم‌تنان دوکفه‌ای و خارپوستان میزبان‌های آن‌ها را تشکیل می‌دهند.
راست‌شناوران دوپایه هستند و افراد نر و ماده آن‌ها از هم جدا هستند.